# Hvid okseøje
Hvid okseøje (Leucanthemum vulgare) er en 20-70 cm høj urt, der vokser på agerjord, vejkanter og enge. Blomsten er uofficielt Danmarks nationalblomst.

## Beskrivelse
Hvid okseøje er flerårige, urteagtige planter med en grundstillet bladroset og en opret, forgrenet vækst. Stænglen er furet og svagt håret. Bladene er spredtstillede og stilkede (stængelbladene er dog ustilkede). Grundbladene er omvendt ægformede med rundtakket eller groft savtakket rand, mens stængelbladene er linje- eller lancetformede med fliget til tandet rand. Oversiden er græsgrøn og undersiden er lysegrøn. Blomstringen foregår i juni-juli, og man finder blomsterkurvene endestillet på hver af stængelforgreningerne. Kurvene består af hvide tungekroner og gule rørkroner. Frugterne er nødder.
Rodsystemet består af en stor mængde trævlerødder.
Højde x bredde og årlig tilvækst: 0,50 x 0,30 m (50 x 30 cm/år).

## Voksested
Arten er udbredt i Lilleasien, Kaukasus og Europa, hvor den er knyttet til lysåbne voksesteder med en jord, som er ret tør, veldrænet og næringsfattig. I Danmark findes den spredt over hele landet i grusgrave, på overdrev, agerjord, enge og skrænter og langs vejkanter.
På en skråning nær ved M1 i det sydvestlige Dundalk, Louth County, Irland, vokser arten sammen med bl.a. agersnerle, alm. kongepen, enggedeskæg, fin kløver, forskelligfarvet forglemmigej, følfod, gul rundbælg, høgeurt (flere arter), liden skjaller, skovgøgeurt, tofrøet vikke og vild hør

## Trivia
Blomsten er uofficielt Danmarks nationalblomst og har bl.a. lagt navn til Margueritruten.
| Portal | Portal:Botanik |

## Note
1. ↑  Louth County Council: Dundalk South-West Local Area Plan (engelsk)